# Tomas Forslund
Tomas Forslund (* 24. November 1968 in Falun) ist ein ehemaliger schwedischer Eishockeyspieler. Während seiner Karriere spielte er für die Calgary Flames in der National Hockey League, die Kölner Haie in der Deutschen Eishockey Liga und Leksands IF in der schwedischen Elitserien auf der Position des rechten Flügelstürmers.

## Karriere
Forslund begann seine Profikarriere 1985 beim damaligen schwedischen Erstligisten Leksands IF in der Elitserien, nachdem er in der Vorsaison bereits fünf Spiele für den Zweitligisten HC Dobel in der HockeyAllsvenskan bestritten hatte. Beim NHL Entry Draft 1988 wurde Forslund von den Calgary Flames in der fünften Runde an insgesamt 85. Stelle gezogen.

Trikot Leksands IF, Saison 2001/02

Nachdem Forslund mit Leksands zwei Mal in Folge die Playoffs in der schwedischen Elitserien verpasst hatte, konnte das Team in der Saison 1987/88 in die Endrunde einziehen. In der Saison 1988/89 erreichte Forslund mit Leksands das Endspiel um die schwedische Meisterschaft, welches jedoch gegen Djurgårdens IF verloren wurde.
Nach zwei weiteren wenig erfolgreichen Jahren mit Leksands folgte Forslund 1991 dem Ruf der National Hockey League und unterschrieb einen Vertrag bei den Calgary Flames. In seiner ersten Saison gelang ihm bei 38 Spielen in der NHL lediglich fünf Tore und neun Assists. In der Folgesaison bekam Forslund nur noch sechs Mal die Chance sich bei Einsätzen für die Calgary Flames zu empfehlen und spielte einen Großteil der Saison bei den Salt Lake Golden Eagles in der International Hockey League. Dort erreichte er in 63 Spielen respektable 54 Scorerpunkte, darunter 31 Tore, doch verfehlte er mit den Salt Lake Golden Eagles die Playoff-Runde in der IHL. Nach der Saison 1992/93 beendete Forslund das Experiment NHL.
Nach nur zwei Spielzeiten in Übersee kehrte Forslund 1993 an seine alte Wirkungsstätte zurück und fügte sich schnell wieder in die Sturmreihen des Leksands IF ein. Mit 16 Toren und 17 Assists spielte er hohem Niveau, bevor er in der Folgesaison mit 24 Toren zum Torschützenkönig der Elitserien avancierte.

Trikot Kölner Haie, Saison 1997/98

Im Sommer 1996 suchte er nach einer neuen sportlichen Herausforderung und wechselte zur Saison 1996/97 zu den Kölner Haien in die Deutsche Eishockey Liga (DEL). Forslund avancierte in Köln auf Grund seiner offenen Art sowie seinem Hobby, der Rockmusik, schnell zum Publikumsliebling. Spielerisch überzeugte Forslund in der DEL, sodass er nach seiner zweiten Saison zum DEL All-Star Game 1998 eingeladen wurde. Beim Spiel in der Eissporthalle Frankfurt gelang ihm bereits in der ersten Minute der Führungstreffer gegen das Team Deutschland, jedoch unterlagen die All-Stars letztendlich mit 2:3 nach Penaltyschießen. Die DEL-Playoffs liefen für Forslund und die Kölner Haie weniger erfolgreich. Nach dreimaligem Ausscheiden in der ersten Runde in den Jahren 1997 bis 1999 zogen die Haie in der Saison 1999/00 in die Finalserie der Deutschen Eishockey Liga ein. Dort verlor Forslund mit den Kölnern jedoch die Serie mit 3:1 gegen die München Barons. In der Folgesaison schieden die Haie erneut im Viertelfinale, diesmal gegen die Hannover Scorpions, nach drei Niederlagen in Folge aus.
In den Saisons 1996/97 und 1997/98 spielte Forslund mit den Kölner Haien zudem in der European Hockey League (EHL), dem Nachfolgewettbewerb des Europapokal. Jedoch schieden die Kölner Haie in beiden Jahren jeweils in der Vorrunde aus dem Wettbewerb aus. Im Dezember 1999 gastierten die Kölner Haie beim prestigeträchtigen Einladungsturnier des HC Davos, dem Spengler Cup. Ungeschlagen zog Forslund mit den Haien ins Finale ein und besiegte mit 6:2 den russischen Vertreter HK Metallurg Magnitogorsk. Forslund konnte ein Tor zum Turniererfolg beisteuern. Es war der erste Turniersieg einer deutschen Mannschaft seit 1964. Im Folgejahr traten die Haie erneut beim Spengler Cup an, mussten sich aber mit dem dritten Platz begnügen. Forslund verließ die Haie nach Ende der Saison 2000/01 und kehrte erneut zu seinem Stammverein Leksands IF zurück.
Nach seiner zweiten Rückkehr zu Leksands im Jahr 2001 spielte Forslund in der zweiten schwedischen Liga. Dort erreichte er die Superallsvenskan (Kvalserien), die Aufstiegsrunde zwischen der Elitserien und der HockeyAllsvenskan. Mit sechs Toren und vier Assists in zehn Spielen steuerte er erheblich zum Erfolg von Leksands IF in der Aufstiegsrunde und dem anschließenden Aufstieg in die Elitserien bei. In der Saison 2002/03 spielte Forslund eine weitere Saison für Leksands in der höchsten schwedischen Spielklasse, bevor er seine Karriere nach 18 Jahren beendete.
Nach seinem eigentlichen Karriereende spielte Forslund für neun Spiele in der dritten schwedischen Liga, der Division 1, für Borlänge HF, für welche er auch einige Spiele als Trainer hinter der Bande stand.

### International
Forslund bestritt 112 Spiele im Trikot der schwedischen Nationalmannschaft und nahm mit den Tre Kronors in den Jahren 1994 bis 1996 an drei Weltmeisterschaften teil. Während Forslund 1994 noch die Bronzemedaille gewonnen hatte und somit Dritter der WM wurde, schafften die Tre Kronors nur ein Jahr später bei der Weltmeisterschaft im eigenen Land den Sprung ins Endspiel. In einem denkwürdigen Spiel mussten sich jedoch die Schweden mit 5:1 gegen Finnland geschlagen geben. Die WM-Silbermedaille ist Forslunds größter Erfolg auf internationalem Eis.

## Erfolge und Auszeichnungen
- 1989 Schwedischer Vizemeister mit Leksands IF
- 1994 Bronzemedaille bei der Weltmeisterschaft
- 1995 Silbermedaille bei der Weltmeisterschaft
- 1995 Torschützenkönig der schwedischen Elitserien
- 1998 Teilnahme am DEL All-Star Game
- 1999 Spengler-Cup-Sieg mit den Kölner Haien
- 2000 Deutscher Vizemeister mit den Kölner Haien

## Karrierestatistik

### International
(Legende zur Spielerstatistik: Sp oder GP = absolvierte Spiele; T oder G = erzielte Tore; V oder A = erzielte Assists; Pkt oder Pts = erzielte Scorerpunkte; SM oder PIM = erhaltene Strafminuten; +/− = Plus/Minus-Bilanz; PP = erzielte Überzahltore; SH = erzielte Unterzahltore; GW = erzielte Siegtore; 1 Play-downs/Relegation; Kursiv: Statistik nicht vollständig)

## Sonstiges
- Während seiner Karriere trug Forslund stets die Rückennummer 27
- Forslund eröffnete Mitte der 1990er Jahre in seiner Heimat eine eigene Bar mit dem Namen „Nr. 27 Sportsbar“